# Бідайик (Бідайицький сільський округ)
Бідайи́к (каз. Бидайық) — село у складі Жанааркинського району Улитауської області Казахстану. Адміністративний центр Бідайицького сільського округу.
Населення — 912 осіб (2021; 988 у 2009, 1094 у 1999, 876 у 1989).
Національний склад станом на 1989 рік:
- казахи — 32 %;
- росіяни — 20 %.

Станом на 1989 рік село називалось Оросительне.